# NGC 2639
NGC 2639 (другие обозначения — UGC 4544, MCG 8-16-24, ZWG 237.14, IRAS08400+5023, PGC 24506) — спиральная галактика (Sa) в созвездии Большая Медведица.
Этот объект входит в число перечисленных в оригинальной редакции «Нового общего каталога».
Является сейфертовской галактикой, имеет «радиолепестки», один «набор» которых простирается в направлении восток-запад, а другая пара почти перпендикулярна ему. Структура магнитного поля во второй паре лепестков совмещена с её направлением. Вероятно, причиной наблюдаемых особенностей NGC 2639 является её слияние с другой галактикой.
В ядре галактики на частоте 22 ГГц были обнаружены мазеры водяного пара.